# La Torre d’en Doménec

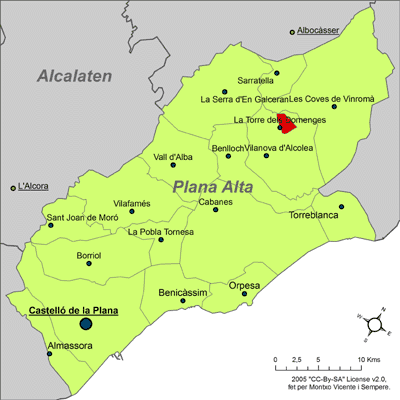
Położenie gminy na mapie comarki Plana Alta.

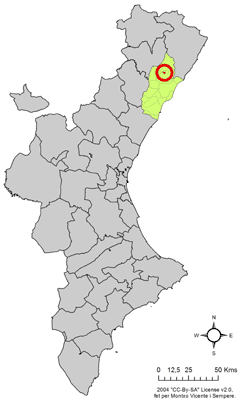
Położenie gminy na mapie Walencji.

La Torre d'en Doménec, także La Torre dels Domenges (hiszp. Torre Endoménech) – gmina w Hiszpanii, we wspólnocie autonomicznej Walencja, w prowincji Castellón, w comarce Plana Alta.
Powierzchnia gminy wynosi 3,2 km². Zgodnie z danymi INE, w 2005 roku liczba ludności wynosiła 236, a gęstość zaludnienia 73,75 osoby/km². Wysokość bezwzględna gminy równa jest 306 metrów. Współrzędne geograficzne gminy to 40°15'49"N, 0°4'12"E. Kod pocztowy do gminy to 12184.
Obecnym burmistrzem gminy jest Jaime Martínez Andrés z Hiszpańskiej Partii Ludowej. Od 25 lipca do 7 sierpnia w gminie odbywają się regionalne fiesty.

## Demografia
| 1990 | 1992 | 1994 | 1996 | 1998 | 2000 | 2002 | 2004 | 2005 |
| ---- | ---- | ---- | ---- | ---- | ---- | ---- | ---- | ---- |
| 309  | 282  | 274  | 260  | 238  | 235  | 228  | 238  | 236  |